# Figlie dei Sacri Cuori di Gesù e di Maria (Istituto Ravasco)
Le Figlie dei Sacri Cuori di Gesù e di Maria, o Istituto Ravasco, sono un istituto religioso femminile di diritto pontificio: le suore di questa congregazione pospongono al loro nome la sigla C.C.I.M.

## Storia

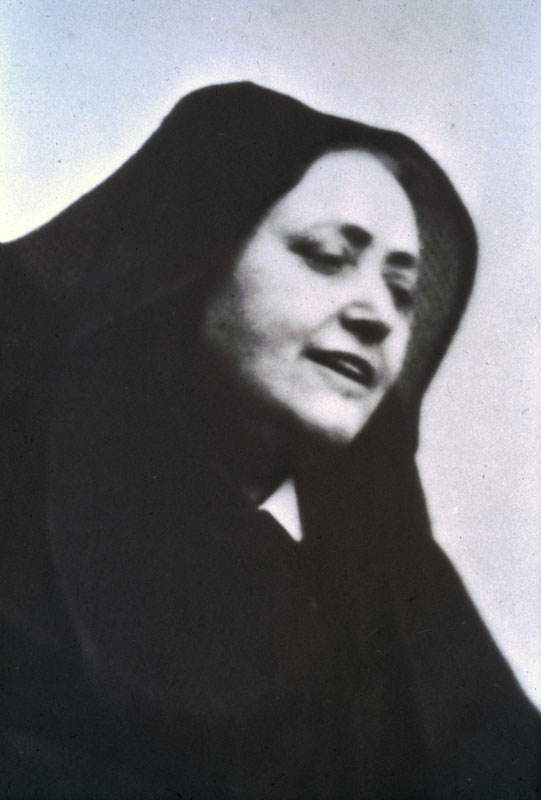
Eugenia Ravasco, fondatrice della congregazione

La congregazione, sorta con il fine di educare e proteggere la gioventù, venne fondata il 6 dicembre 1868 a Genova da Eugenia Ravasco (1845-1900) con l'aiuto del sacerdote Salvatore Magnasco. Le prime regole dell'istituto vennero redatte con l'aiuto del padre gesuita Luigi Persoglio: il 12 gennaio 1882 Magnasco, divenuto intanto arcivescovo di Genova, eresse le Figlie dei Sacri Cuori in congregazione di diritto diocesano e ne approvò le costituzioni. Le prime diciotto suore dell'istituto emisero la loro prima professione dei voti il 4 ottobre 1884.
Le Figlie dei Sacri Cuori si diffusero rapidamente in vari centri della Liguria (la prima filiale venne aperta a Levanto nel 1887) e nel 1905 papa Pio X le invitò a stabilirsi anche a Roma per collaborare all'opera di protezione della giovane.
L'Istituto Ravasco ottenne il pontificio decreto di lode il 23 novembre 1907: le sue costituzioni vennero approvate dalla Santa Sede una prima volta il 6 agosto 1909 e successivamente, dopo la revisione delle stesse, il 28 febbraio 1920.
La fondatrice è stata beatificata da papa Giovanni Paolo II il 27 aprile 2003.

## Attività e diffusione
Le Figlie dei Sacri Cuori si dedicano all'istruzione della gioventù in scuole di diverso ordine e grado e all'assistenza agli infermi e agli anziani; gestiscono pensionati universitari e case per lavoratori e collaborano alla pastorale delle parrocchie attraverso l'animazionene liturgica, gli oratori e l'insegnamento del catechismo.
Sono presenti in Europa (Albania, Italia, Svizzera), nelle Americhe (Argentina, Bolivia, Brasile, Cile, Colombia, Messico, Paraguay, Venezuela), in Costa d'Avorio e nelle Filippine: la sede generalizia è a Roma.
Al 31 dicembre 2005 l'istituto contava 409 religiose in 73 case.